# Миладин Радојевић
Миладин Радојевић (Сарајево, 1914 — Калиновик, 29. септембар 1941), учесник Народноослободилачке борбе и народни херој Југославије.

## Биографија
Рођен је 1914. године у Сарајеву. Пре Другог светског рата је радио као службеник и био је члан Комунистичке партије Југославије (КПЈ).
Након окупације Југославије, Миладин се укључио у рад на организовању Народноослободилачког покрета (НОП). Најпре је деловао као партијски илегалац у окупираном Сарајеву. Крајем јула 1941. године, од стране Покрајинског комитета КПЈ за Босну и Херцеговину био је упућен на Требевић. Тамо је била формирана Требевићка чета, али је убрзо након тога била расформирана, због деловања опортуниста, па је Миладин од Покрајинског комитета добио задатак да прикупи људство расформиране чете, мобилише нове борце и да развије оружане акције. Одмах након доласка на Требевић, почетком августа 1941. године, формира је прве десетине и почео са рушењем телефонских линија на друму Јахорина—Пале, а затим је формира партизанску чету, која се полако оспособљавала за самостално дејство.
Током августа биле су формиране Пaљанска, Кијевска и Рогoјска чета, које су ушле у састав Требевићког партизанског батаљона, за чијег је команданта постављен Миладин Радојевић. Учествовао је у свим акцијама Требевићког батаљона, а 29. августа 1941. је са 75 бораца извршио напад на непријатељски гарнизон, смештен у планинским домовима по Јахорини. Успех у овој акцији веома повољно је одјекнуо у околним селима, па се након њега велики број нових бораца добровољно јавио у батаљон. Почетком септембра 1941. године, Миладин је с једном четом порушио мост на реци Жељезници, уништио жандармеријску станицу у селу Ледићи, а затим у заседи код села Кијеву сачекао домобранску сатнију и уништио је. Тада је дошао до нових количина оружја и муниције.
Заједно са Рогојском и Загорском четом у ноћи 28/29. септембар 1941. године извршио је напад на непријатељски гарнизон у Калиновику. Гарнизон је био добро утврђен, а Миладин је чете повео на јуриш. Оне су се нашле усамљене у нападу, јер друге јединице, под утицајем четника, нису ни кренуле на задатак. То је довело у тежак положај борце Рогојске и Загорске чете. У јутарњим часовима 29. септембра непријатељском ганизону у Калиновику је дошла помоћ од усташа и домобрана из Невесиња, па је Миладин био присиљен да се с четама повлачи. Са групом бораца је штитио одступницу главнини партизанских снага и био је рањен, али је наставио да се бори. Заједно са још деветорицом бораца страдао је штитећи повлачење гланине снага.
Након погибије, непријатељ је тела погинулих партизана сахранио у близини места погибије у заједничкој гробници. Сељаци из села Шивољи су тајно ноћу ископали његово тело и сахранили га на сеоском гробљу.
Указом Президијума Народне скупштине Федеративне Народне Републике Југославије, 21. децембра 1951. године, проглашен је за народног хероја.